# Teodor Gaza
Teodor Gaza lub Gazes (ok. 1398 - 1476; gr.: Θεόδωρος Γαζῆς, Theodoros Gazes; wł.: Teodoro Gaza, łac.: Theodorus Gazes, gen: Theodori Gazae) – grecki filolog i humanista, tłumacz Arystotelesa.

## Życie
Teodor Gaza urodził się w Tesalonice, stąd przydomek Tesalonicki (łac.: Thessalonicensis, gr.: Thessalonikeus). Był profesorem w Konstantynopolu. Na soborze florenckim (1439) wypowiadał się za unią Kościołów. W sporze, który wybuchnął w trakcie soboru pomiędzy greckimi delegatami na temat pierwszeństwa Arystotelesa lub Platona w wykładzie wiary chrześcijańskiej zajął stanowisko proarystotelesowskie, wspólnie z Jerzym Scholarem i Jerzym z Trapezuntu, przeciw Jerzremu Gemistowi-Pletonowi i kardynałowi Bessarionowi. Po zakończeniu soboru pozostał we Włoszech. Współpracował z kardynałem Bessarionem, redagował między innymi jego In calumniatorem Platonis. W 1446 roku został rektorem i wykładowcą języka greckiego na uniwersytecie w Ferrarze. W 1449 roku przeniósł się do Rzymu, gdzie z nominacji papieża Mikołaja V został profesorem filozofii, podjął się też tłumaczenia dzieł pisarzy greckich na łacinę. W 1463 roku otrzymał zarząd klasztoru w San Giovanni a Piro, gdzie zmarł w 1476 roku.

## Twórczość
Teodor Gaza napisał pierwszą na Zachodzie gramatykę języka greckiego Grammatike eis mere tessara (wyd. w Wenecji w 1495 roku), w której podjął pionierską próbę krytycznego opracowania tekstów. Tłumaczył z greki między innymi Iliadę, oczyszczał z terminologii scholastycznej i awerroistycznej już istniejące przekłady Arystotelesa. Przełożył na łacinę De partibus i De natura animalium Arystotelesa, De historia plantarum Teofrasta, Problemata Aleksandra z Afrodyzji. Napisał przeciwstawiając się Pletonowi, w obronie Arystotelesa: Adversus Plethonem pro Aristotele de substantia i Antirrhetikon.